# Higashi-Nihon Kōsokudōro
Die Higashi-Nihon Kōsokudōro K.K. (jap. 東日本高速道路株式会社, Higashi-Nihon Kōsokudōro kabushiki kaisha, wörtl. „Ost-Japan-Autobahnen AG“, kurz NEXCO東日本, Nekusuko Higashi-Nihon; engl. East Nippon Expressway Co. Ltd., kurz NEXCO East) ist die ostjapanische Autobahn- und Schnellstraßenbetreibergesellschaft, eine von drei regionalen „Sondergesellschaften“ (tokurei-gaisha), die 2005 bei der formellen Privatisierung und Aufteilung der öffentlichen Nihon Dōro kōdan (engl. Japan Highway Public Corp.) eingerichtet wurden. Damit ist die NEXCO Higashi-Nihon für Betrieb und Wartung der Autobahnen sowie Planung und Bau neuer Strecken zuständig, Eigentümer der Strecken bleibt dagegen die Nihon kōsokudōro hoyū, saimu hensai kikō (日本高速道路保有・債務返済機構, „Organisation für Besitz und Schuldenrückzahlung der Autobahnen Japans“, engl. Japan Expressway Holding and Debt Repayment Agency, kurz JEHDRA), eine Selbstverwaltungskörperschaft des Ministeriums für Land, Infrastruktur und Verkehr. Durch ihre Tochtergesellschaft Nex-area Higashi-Nihon betreibt sie außerdem die Autobahnraststätten und Parkplätze. 100 % der Aktien hält bis heute das Verkehrsministerium.
Die Zentrale der NEXCO Higashi-Nihon befindet sich im Tokioter Stadtteil Kasumigaseki, vier regionale Zweigstellen (shisha) teilen die Zuständigkeit für verschiedene Strecken regional: die Hokkaidō-shisha in Sapporo, die Tōhoku-shisha in Sendai, die Kantō-shisha in Taitō und die Niigata-shisha in Niigata.

## Streckennetz

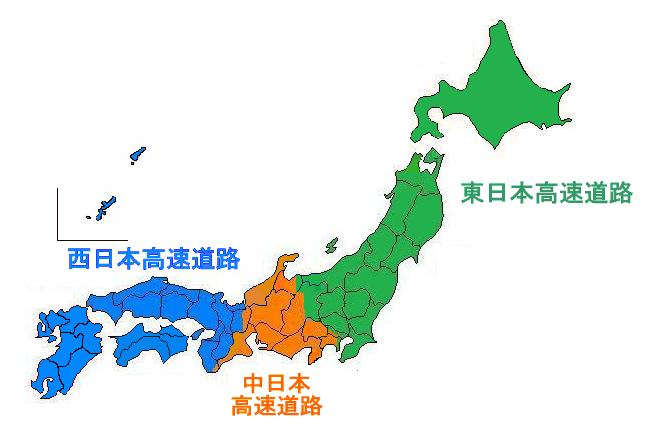
Die regionale Aufteilung Japans unter den drei Nachfolgegesellschaften der Nihon Dōro, das Gebiet der NEXCO Higashi-Nihon in grün.

Das Streckennetz der NEXCO Higashi-Nihon umfasst rund 3.600 km, weitere Strecken von mehreren hundert Kilometern befinden sich im Bau. Die längste Autobahn ist die Tōhoku-Autobahn, die von der Region Kantō bis Aomori an der Tsugaru-Straße führt. Weitere Hauptstrecken sind die Kan’etsu-Autobahn zwischen Tokio und der Westküste, die längs der Küste verlaufende Hokuriku-Autobahn, die Jōban-Autobahn an der Pazifikküste und die Ban’etsu-Autobahn, die eine weitere Ost-West-Verbindung herstellt. Dazu kommen mehrere Anschlussstrecken und insbesondere kürzere Strecken im Norden und Osten des Großraums Tokio, darunter die (unvollständige) „äußere Ringautobahn“, Tōkyō-Gaikan-Autobahn, und mehrere mautpflichtige nationale Schnellstraßen wie die Tōkyō-wan-Aqua-Line durch die Bucht von Tokio.

## Preise
Die Straßennutzungsgebühren sind auf den meisten Strecken distanzabhängig. So kostet für PKW z. B. die Nutzung der gesamten Tōhoku-Autobahn von Kawaguchi bis Aomori 13.450 Yen, eine Fahrt von Chiba-Nord zum Flughafen Narita 950 Yen. Nutzer des elektronischen Zahlungssystems ETC (Electronic Toll Collection) zahlen zu bestimmten Zeiten ermäßigte Preise. Nutzer einer NEXCO-Higashi-Nihon-Kreditkarte können außerdem für jede Fahrt „Treuepunkte“ sammeln, die für Prämien oder wieder für die Autobahnnutzung verwendet werden können.
Im Zuge der von der seit 2009 amtierenden Demokratischen Zentralregierung beschlossenen Abschaffung der Autobahnmaut wurden „experimentell“ mehrere, vor allem ländliche Strecken gebührenfrei – zusammen rund 20 % der japanischen Autobahnen, die aber nur rund 5 % der Mauteinnahmen ausmachen –, während die Gebühren auf anderen Strecken stiegen. Außerdem beschloss sie, die Führungsposition der drei NEXCOs zur Vermeidung von Amakudari aus der Privatwirtschaft zu besetzen und die Position des Vorsitzenden (kaichō) zu streichen.
Im Juni 2011 wurden im Zuge des Tōhoku-Erdbebens viele Strecken wieder kostenpflichtig und einige Ermäßigungen für ETC-Nutzer abgeschafft, dafür wurden einige Autobahnen in Ostjapan, vor allem in Tōhoku, ganz mautfrei.